# Démophón (Thészeusz fia)

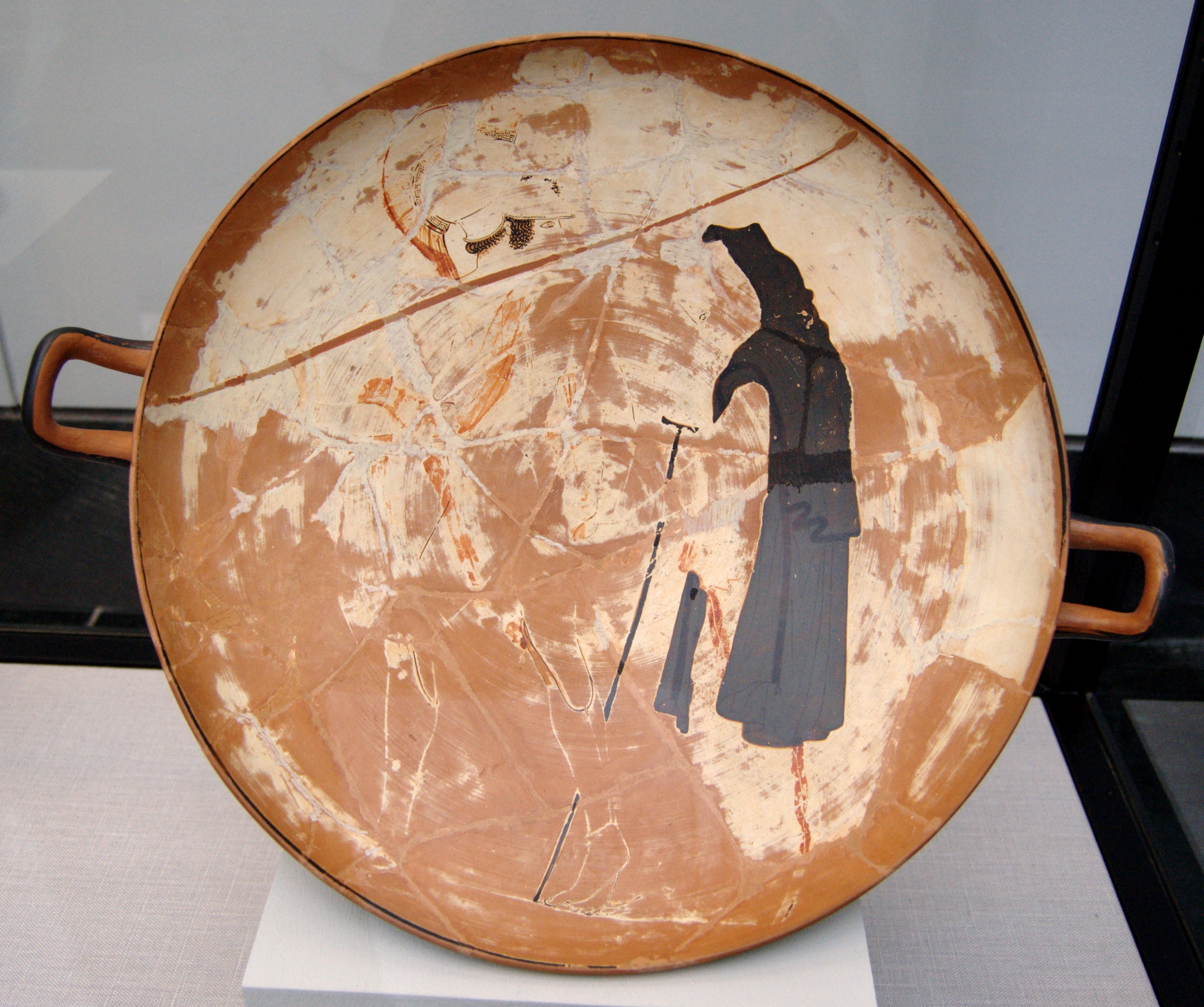
Démophón kiszabadítja Aithrát, görög vázafestmény a Kr. e. 5. századból

Démophón (vagy Démophoón), görög mitológiai alak, Athén királya, Thészeusz és Phaidra fia. A bitorló Menesztheusz elől apja gyermekkorában testvérével, Akamasszal együtt Euboiába menekítette. A testvérek részt vettek a trójai háborúban. A lerombolt városból kiszabadították nagyanyjukat, Aithrát, akit a Dioszkuroszok hurcoltak el Helené rabnőjének. A harcokban Menesztheusz elesett, Démophón pedig Trója bevétele után visszatért Athénbe, s elfoglalta apja trónját. Leghíresebb tette az volt, hogy menedéket adott a Hérakleidáknak, s az emiatt őt megtámadó Eurüsztheusz ellen megvédte a várost. Ezt az eseményt dolgozza fel Euripidész Héraklidák című tragédiája. Néhány ókori szerző (többek közt Ovidius) Phüllisz mondáját is Démophón nevéhez kapcsolja.